# Pauls Valley (Oklahoma)
Pauls Valley es una ciudad ubicada en el condado de Garvin en el estado estadounidense de Oklahoma. En el año 2010 tenía una población de 	6187 habitantes y una densidad poblacional de 282,51 personas por km².

## Geografía
Pauls Valley se encuentra ubicada en las coordenadas 34°44′9″N 97°13′25″O / 34.73583, -97.22361 (34.735831, -97.223503).

## Demografía
Según la Oficina del Censo en 2000 los ingresos medios por hogar en la localidad eran de $26,654 y los ingresos medios por familia eran $32,348. Los hombres tenían unos ingresos medios de $27,014 frente a los $18,965 para las mujeres. La renta per cápita para la localidad era de $15,553. Alrededor del 20.7% de la población estaban por debajo del umbral de pobreza.